# Wola Polewna
Wola Polewna (prononciation : [[Alphabet phonétique international|ˈvɔla pɔˈlɛvna]]) est un village polonais de la gmina de Rząśnik dans le powiat de Wyszków de la voïvodie de Mazovie dans le centre-est de la Pologne.
Il se situe à environ 6 kilomètres au nord de Rząśnik (siège de la gmina), 19 kilomètres au nord-ouest de Wyszków (siège du powiat) et à 64 kilomètres au nord de Varsovie (capitale de la Pologne).

## Histoire
De 1973 à 1975, la gmina faisait partie du territoire de la voïvodie de Varsovie, puis de 1975 à 1998, de la voïvodie d'Ostrołęka.

Depuis 1999, la gmina Rząśnik est située dans la voïvodie de Mazovie.